# Mod DB
Mod DB es un sitio web centrado en la modificación de videojuegos (también denominado mods o modding en inglés) en general. Fue fundado en 2002 por Scott "INtense!" Reismanis. Hasta septiembre de 2015, el sitio de Mod DB había recibido más de 604 millones de visitas y registrado más de 12 500 modificaciones,  
y ha albergado más de 108 millones de descargas. 
En 2010 se lanzó un sitio web derivado, Indie DB, que se centra en juegos independientes y noticias.

## Historia
Scott Reismanis, desarrollador web de Melbourne, Australia, se dedicó inicialmente al desarrollo web como afición, creando dos sitios web dedicados a videojuegos. Posteriormente, adquirió el dominio ChaosRealm.com y formó Realm Network. La red comprendía más de veinte sitios web, uno de los cuales era ModRealm, el predecesor de Mod DB. Lanzado en 1998, ModRealm se dedicó inicialmente a publicar trucos de Counter-Strike antes de convertirse en un sitio web de modding. El sitio web dejó de funcionar en diciembre de 2001, cuando su red se cerró después de que su servicio de alojamiento, Playnet, se declarara en quiebra.
Reismanis se sintió motivado a crear un nuevo sitio web por la dificultad de buscar mods en el entonces motor de búsqueda dominante, AltaVista, con mucho menos mods publicados. Comenzó el desarrollo de Mod DB en enero de 2002, siguiendo la estructura de IMDb. El sitio web se lanzó como Mod Database en junio de 2002. Se diferenciaba de sus sitios web anteriores en que sus artículos eran gestionados por la comunidad, no solo por el fundador. Mod DB amplió rápidamente su audiencia y el tamaño de su base de datos. En 2006, el equipo de Mod DB lanzó Addon DB, cuyo objetivo era listar contenido adicional para juegos no incluidos en la categoría de modificaciones. Esto incluye modelos 3D, aspectos y mapas. Tan solo un año después de su lanzamiento, se fusionó con Mod DB.
Reismanis era consultor de tecnología de la información en Accenture y tenía la intención de mantener Mod DB como su pasatiempo, pero dejó la empresa para fundar DesuraNET como la compañía de alojamiento del sitio web, citando el gasto de funcionamiento del sitio web y su recuerdo del intento de IGN de adquirirlo en 2006.
Mod DB se integró en Desura de DesuraNET, un servicio de distribución digital centrado en juegos independientes. El servicio se lanzó en abril de 2010 como competidor de Steam de Valve.

## Características
El propósito de Mod DB es listar los mods, archivos, tutoriales e información de cualquier juego que pueda ser modificado con contenido creado por los usuarios. Se fomenta la participación de la comunidad, y cualquier moderador de juegos con un sitio web puede publicar una galería de capturas de pantalla, noticias y solicitudes de ayuda. La intención de Scott, desde el principio, fue involucrar activamente a la comunidad en la creación y desarrollo del sitio web. Para ello, se eligieron los miembros más activos como moderadores y administradores. El personal principal generalmente se mantiene, mientras que los puestos inferiores se rotan con frecuencia entre moderadores en prácticas y candidatos a administradores. El personal del sitio actúa principalmente como supervisor o bibliotecario, manteniendo el contenido apropiado disponible para el público y destacando el contenido más excepcional.
Mod DB tiene un enfoque permisivo sobre el contenido permitido en el sitio web, pero los tipos de contenido prohibidos por sus términos de uso incluyen contenido pornográfico, difamatorio y obsceno, así como material que incita al crimen o al odio, viola la ley de propiedad intelectual según los términos de la ley de derechos de autor de Australia y la Ley de Derechos de Autor de la Era Digital, o que de otra manera "desacredite [al sitio web]".
Sin embargo, el sitio web recibió la atención de los principales medios de comunicación cuando, a principios de 2011, presentó "School Shooter: North American Tour 2012", un mod de "Half-Life 2" en el que el jugador asume el rol de un estudiante con el objetivo de asesinar al mayor número posible de personas antes de ser detenido por la policía y los miembros del SWAT. La premisa del mod provocó una avalancha de correos electrónicos acusando al sitio web de estar involucrado en el proyecto, lo que provocó su cierre en marzo.

## Mod del Año
El concurso "Mod del Año" de Mod DB, también llamados premios "Golden Spanner", busca establecer el estándar de la industria al premiar mods innovadores y de alta calidad. Los mods se eligen mediante votación de la comunidad y son revisados por el equipo para generar la lista final de ganadores. El concurso busca fomentar el modding en todos los ámbitos, con diferentes categorías como gráficos y jugabilidad, además del tradicional premio al "mejor mod". Entre los ganadores destacados se encuentran "Garry's Mod" para "Half-Life 2" en 2005, Insurgency: Modern Infantry Combatpara Half-Life 2 en 2007,Black Mesa para Half-Life en 2012,y Brutal Doom para Doom en 2017.
De igual forma, el Salón de la Fama de Mods de Mod DB analiza retrospectivamente los mods e incluye a los que considera los mejores mods del año de su lanzamiento. Entre los incluidos se encuentra "PlayerUnknown's Battle Royale" para "ARMA 3" en 2014.

### Indie DB
Indie DB es una rama de Mod DB lanzada en junio de 2010. Está dedicada a los juegos independientes y sirve como repositorio para dichos juegos.
Al igual que Mod DB, el sitio web organiza un concurso anual para elegir al mejor juego independiente del año, donde se vota por categorías y en general. Al igual que Mod DB, los nominados son seleccionados por los editores del sitio y votados por sus lectores. Entre los ganadores del Premio al Indie del Año se encuentran "Minecraft" de Mojang en 2010,
RimWorld de Ludeon Studios en 2016y Ion Fury de Voidpoint en 2019.